# 道の駅いんない
道の駅いんない（みちのえき いんない）は、大分県宇佐市院内町副にある国道387号（国道500号重複）の道の駅である。国土交通省公式ホームページ上におけるキャッチコピーは「石橋とゆずの里」。

## 施設
- 駐車場
  - 普通車：32台
  - 大型車：5台
  - 身障者用：2台
- トイレ
  - 男：大 2器（1器）、小 5器（3器）
  - 女：5器（3器）
  - 身障者用：2器（1器）

※（ ）内は、24時間利用可能
- 公衆電話
- 公衆FAX
- レストラン 「柚子の里」（10:00 - 15:00）
- 喫茶・軽食コーナー（10:00 - 18:00）
- 物産館「石橋ステーション」（08:00 - 18:00）
- 情報コーナー（「石橋ステーション」内）

## 休館日
- 12月31日 - 1月2日
- 第2・4月曜日（レストランのみ）

## アクセス
- 国道387号（国道500号と重複）